# Битва під Каневом (1918)
Битва під Каневом — битва між військами ІІ Польського Корпусу та німецькими військами, що відбулася 10-11 травня 1918 року неподалік міста Канева на Черкащині.

## Причини битви
15 лютого 1918 року, протестуючи проти умов Берестейського договору, Друга бригада польських легіонів разом з іншими польськими військами прорвалася через австро-російський фронт у Рараньчі і об'єдналася з польськими формуваннями в Росії, створюючи, таким чином, другий польський корпус на Сході. Наявність польських підрозділів в Україні розглядалася Німеччиною як порушення умов Берестейського мирного договору.
18 квітня Регентська рада Польщі наказала ІІ корпусу зупинитися біля  Канева в трикутнику між селами Потік, Козин та Степанці. Незабаром він потрапив в оточення прилеглих німецьких частин.
6 травня командувач 28-ї німецької бригади ландверу, генерал Зірольд, підлеглий фельдмаршала Германа фон Ейхгорна, в ультимативній формі зажадав від поляків скласти зброю і здатися. Військовики ІІ корпусу приготувалися до бою, чим здивували Зірольда, який не був готовий до бою. Зірольд відступив, сказавши, що ультиматум був непорозумінням. Незабаром, однак, німці отримали підкріплення, тим самим діставши змогу добитися своїх домагань силою.

## Хід битви
У ніч із 10 на 11 травня 1918 року без будь-яких попереджень німецькі війська переважаючими силами атакували польські загони, розташовані поблизу Канева. Перший удар був спрямований на Кутелівку та Потік. Перший ескадрон 6-го Уланського полку, розгорнутий у Кутелівці, був повністю знищений. Лише один улан, поранений у руку, зумів дістатись до Маслівки і попередити командування. Удар на Потік відбувався одночасно з трьох сторін. Він здивував сплячих воїнів і дозволив німцям взяти село. До рук німців потрапила артилерійська батарея, 16-й стрілецький полк і офіцерський легіон були відрізані.
Під тиском наступу польські війська відступили на територію села Ємчиха і зайняли там оборонні позиції. Офіцерський легіон відбив штаб дивізії, що тимчасово був у полоні. 5-та дивізія відійшла до Маслівки.
Через годину німці напали на Козин. У ході подальших боїв близько 9-ї години ранку підлеглі полковника Собачевського — командира 5-го полку та два ескадрони 6-го полку (1-й під командуванням лейтенанта К. Ленартовича та 2-й під командуванням лейтенанта Вільяса Кєшлінського) провели зухвалий «ривок» на загрозливий наступ німецького 5-го піхотного полку. В ході бою «…багато піхотинців загинули від уражень шаблями, інші кинулися в безладді тікати, в полон потрапило близько 50 піхотинців, два важкі кулемети та незначна кількість стрілецької зброї. Власні втрати склали: 1 убитий та 5 поранених уланів.» Обидва офіцери, що керували польськими військами, були нагороджені Хрестом Ордена Віртуті Мілітарі V класу.
Розбурхана 4-та дивізія відійшла на попередньо встановлені пункти: 14-й стрілецький полк зайняв західні та північно-західні околиці Козина, 13-й полк — був з боку Ємчихи, а частини 14-го полку під командуванням підполковника Орлика-Лукоського після короткого, але кровопролитного бою на вулицях Козина, повернулися до Ємчихи. Його частини залишилися під церквою Козина, оточені німцями. Полякам було запропоновано скласти зброю. Проте командир роти капітан Брандис наказав захищатись до кінця.
Концентрична атака німців також охопила всю тилову частину корпусу. Сутички тривали в Козині, Степанівці, Синявці та Тулінсі. 1-й інженерний полк під командуванням капітана Горецького тримав праве крило нових позицій корпусу в Ємчисі. Причал поблизу Козина був зайнятий вояками 14-го стрілецького полку. Дамби в Маслівці були ефективно захищені розбитими підрозділами 5-ї дивізії. Артилерійська бригада від Сандра відкрила вогонь по німецьких батальйонах, що були зосереджені у Козині та Маслівці.
Близько 8:00 командування корпусу організувало позиційну оборону. Це був замкнутий чотирикутник, окружність якого становила приблизно 15 км. Західний та північно-західний сектор обороняла 4-та стрілецька дивізія. Праворуч від неї прохід через болотисту місцевість з боку Маслівки захистили вояки 5-ї дивізії, а головним чином 15-го полку. Східна ділянка була зайнята 5-м Уланським полком та інженерним полком. Дорога з Копиовата була закрита 6-м Уланським полком. У центрі маленького лісу знаходилась артилерія, приховані парки, табори та машини швидкої допомоги. Персонал корпусу знаходився в Ємчисі.
Німеччина атакувала нові позиції більш обережно. Їхні атаки були відбиті захисниками. Втім, до вечора боєприпаси закінчились і корпус склав зброю. 12 травня Другий корпус був розпущений.

## Наслідки битви
Після затяжної боротьби та вичерпання запасів боєприпасів II Польський Корпус був змушений скласти зброю. Німецькі втрати становили близько 1500 убитих та 273 поранених, а польські втрати не перевищували 1000. Німці не дотримувалися умов капітуляції, роззброювали бранців і відправляли їх до таборів військовополонених. 3000 вояків та 250 офіцерів були затримані. Ще стільки ж, у тому числі генерал Юзеф Галлер, змогли вирватися і уникнути полону.
Генріх Бабінські написав:
|  | Битва під Каневом під час найбільших перемог німців на заході та сході мала величезне політичне та моральне значення для всієї польської нації як збройний протест проти насильства окупантів - єдиних незалежних польських збройних сил того часу. Bój pod Kaniowem, w chwili największych zwycięstw Niemców na zachodzie i wschodzie, miał ogromne znaczenie polityczne i moralne dla całego narodu polskiego, jako protest orężny przeciw przemocy okupantów, jedynej podówczas, niezależnej Polskiej Siły Zbrojnej. |

## Увіковічнення пам'яті
Битва біля Канева була увіковічнена на Могилі Невідомого солдата у Варшаві, з написом на одній з дощок: під час Другої Польської Республіки та після 1990 року «Канів 11 V 1918».
Під час Другої Польської Республіки декілька бойових одиниць мали назву «Kaniów» (Канів) на честь тієї битви: 28-й, 29-й, 30-й та 31-й піхотні полки.
У травні 2008 року Президент Польщі Лех Качинський привітав та нагородив учасників зібрання у Пулавах Люблінського воєводства, які відзначали 90-річчя битви під Каневом і свято 2-го саперного Канівського полку, що дислокувався у Пулавах.
У вітанні він зазначив, що саме «у пам'ять про славу польської зброї відроджена Республіка дала назву Канівський другому саперному полку»… Цікаво, що 1919 року «на честь останньої битви поляків у Першій світовій» почесну назву «Канів» отримав навіть польський бронепоїзд, а ім'я «Канівський» — дуже багато підрозділів відродженого війська Польщі — 4-а стрілецька дивізія, 10-й полк польової артилерії, 28-ий, 29-ий, 30-ий і 31-ий стрілецькі полки, дислоковані у Лодзі, Варшаві й Калішу та 6-й полк уланів у Станіславові (сучасний Івано-Франківськ). Всі ці підрозділи припинили існування 1939 року, коли Польщу знову загарбали німці….